# Kelu-1
Kelu-1  /'keiluː/ es un sistema de dos enanas marrones de tipos espectrales L2 y L4 ubicado en la constelación de Hidra a aproximadamente 60,6 años luz de la Tierra. Se encuentra entre las primeras enanas marrones flotantes posteriores al tipo M descubiertas, y a veces se considera un prototipo de enanas marrones de tipo L.

## Historia de las observaciones

### Descubrimiento
En 1987 María Teresa Ruiz decidió iniciar el estudio de movimiento propio Calán-ESO utilizando placas rojas tomadas (a partir de la década de 1970) con la cámara Schmidt de 1 m de ESO en el Observatorio La Silla, Chile.
El estudio no fue diseñado específicamente para la búsqueda de enanas marrones, sino principalmente para la búsqueda de otro tipo de cuerpos celestes: las enanas blancas. Se compararon pares de placas, separadas por un largo lapso de tiempo, con un comparador de parpadeo para detectar objetos con alto movimiento propio.
Los objetos con alto movimiento propio encontrados fueron seleccionados para realizar un seguimiento espectroscópico utilizando el telescopio de 3,6 m, equipado con EFOSC1, en el mismo observatorio.
En marzo de 1997 se realizó la espectroscopia con el telescopio de 3,6 m del siguiente objeto, descubierto a partir del par de placas separadas por 14 años (1979-1993) (en el límite de sensibilidad: su magnitud aparente en la banda R era de aproximadamente 19,5), a través de su gran movimiento propio, y su espectro se encontró muy rojo, muy peculiar y de aspecto muy extraño. El espectro del objeto y su luminosidad extremadamente baja llevaron a la conclusión de que probablemente se trata de una enana marrón. Ruiz y compañía denominaron a esta enana marrón Kelu-1: «kelu» significa «rojo» en mapuche.
Las observaciones de seguimiento de Kelu-1 incluyen espectroscopia óptica utilizando el telescopio ESO de 3,6 m en La Silla (marzo de 1997), espectroscopia infrarroja utilizando IRCAM3 y CGS4 en UKIRT en el Observatorio Mauna Kea, Hawaii (abril de 1997) y el cuadro de hallazgos para Kelu-1 fue amablemente tomado por R. Covarrubias del Observatorio Interamericano de Cerro Tololo (CTIO) con el telescopio CTIO de 0,9 m.
El artículo sobre el descubrimiento de Kelu-1 por Ruiz y compañía fue recibido el 5 de septiembre de 1997, aceptado para su publicación el 16 de octubre de 1997 y publicado el 6 de noviembre de 1997 en The Astrophysical Journal Letters.

### Inclusión en el Catálogo CE
En 2001 Ruiz y compañía  publicaron el Catálogo de Movimiento Propio Calán-ESO (Catálogo CE), que contiene 542 estrellas de alto movimiento propio, detectadas con placas de la cámara Schmidt de 1 m de ESO tomadas con intervalos de tiempo entre 6,4 y 16 años. Kelu-1 también fue incluido en este catálogo (como objeto número 298), por lo que uno de sus identificadores es CE 298.

### Asignación de clase espectral
Ruiz y compañía no asignaron ninguna clase espectral a Kelu-1—en 1997 la última clase espectral usada en astronomía fue M, pero el tipo de Kelu-1 fue posterior a M.
En 1999 J. Davy Kirkpatrick y compañía publicaron un artículo en The Astrophysical Journal, en el que introdujeron dos nuevas clases espectrales posteriores a M para objetos fríos recientemente descubiertos—enanas marrones: L y T. Al mismo tiempo en este artículo asignaron clases espectrales a 26 enanas marrones de tipo posterior a M, descubiertas en 1999: 25 enanas marrones fueron asignadas a la clase L, incluyendo Kelu-1, y una, la enana marrón más fría, Gliese 229 B fue asignada a la clase T. A Kelu-1 se le asignó la clase espectral L2 V.

### Hipótesis del segundo componente
En 1997, Ruiz y compañía hicieron dos estimaciones de la distancia de Kelu-1: a partir de su movimiento propio, asumiendo que su movimiento observado se debe solo al movimiento del Sistema Solar (aproximadamente 12 parsecs), y a partir de su magnitud aparente en la banda J, asumiendo que es la misma que la de GD 165 B, otra enana marrón de tipo L con propiedades espectrales similares, descubierta en 1988 en el sistema de la enana blanca GD 165 (aproximadamente 10 parsecs).
Pero, en 1999 se obtuvo la paralaje trigonométrico preliminar de Kelu-1, medida bajo el programa de paralaje de estrellas débiles de USNO, y resultó que está ubicada más lejos, a unos 19 parsecs, y por eso es más luminosa que GD 165 B. Había dos posibles explicaciones de la sobreluminosidad de Kelu-1: es joven (edad inferior a 0,1 mil millones ) o binaria. Sin embargo, las observaciones de Kelu-1 con la cámara de infrarrojo cercano NICMOS del Telescopio Espacial Hubble realizadas el 14 de agosto de 1998 no revelaron la presencia de ninguna estrella cercana con una separación mayor a 300 mas y una diferencia de magnitud menor a 6,7 mag.

### Descubrimiento del segundo componente
En 2005, la hipótesis de binariedad resultó ser cierta: el segundo componente (Kelu-1 B) fue descubierto con el sistema de óptica adaptativa de estrella guía láser (LGS AO) en el telescopio Keck II de 10 metros, del Observatorio Mauna Kea, Hawái, por Gelino y compañía y de forma independiente por Liu y Leggett.
Gelino y compañía observaron Kelu-1 con la cámara infrarroja NIRC2 utilizando el sistema LGS AO el 4 de marzo de 2005 y el 30 de abril de 2005, y parecía ser un objeto binario con una separación de aproximadamente 290 mas. La binariedad fue confirmada con observaciones del HST el 31 de julio de 2005 por W. Brandner que estaban presentes en el archivo público. El HST no detectó al compañero en las observaciones de agosto de 1998, ya que su separación aumentó entre 1998 y 2005 debido al movimiento orbital, y en 1998 fue varias veces menor. Sin embargo, Gelino y compañía volvieron a analizar una observación del HST de 1998 de Kelu-1 y descubrieron que se ajusta mejor a un objeto binario separado por 45 ± 18 mas. El artículo sobre el descubrimiento de Gelino y compañía fue enviado a The Publications of the Astronomical Society of the Pacific el 5 de agosto de 2005 y se publicó en abril de 2006.
Liu y Leggett observaron independientemente Kelu-1 el 1 de mayo de 2005 también con NIRC2 utilizando el sistema LGS AO en el telescopio Keck II, y también descubrieron al compañero Kelu-1 B (la separación fue de 291 ± 2 mas). A pesar de que Liu y Leggett habían llevado a cabo sus observaciones un poco más tarde que Gelino y compañía., publicaron su artículo sobre el descubrimiento de Kelu-1 B antes: fue recibido el 2 de junio de 2005, aceptado para su publicación el 1 de agosto de 2005 y publicado en The Astrophysical Journal el 20 de noviembre de 2005.

### Hipótesis del tercer componente
Entre 2005 y 2008, Stumpf y compañía observaron Kelu-1 con la cámara NICMOS del HST y con el sistema de óptica adaptativa NACO en el telescopio VLT /UT4 ( Yepun ) de 8,2 metros del ESO en el Observatorio Paranal, Chile (también utilizaron observaciones con el Telescopio Espacial Spitzer, recuperadas del Archivo Científico SPITZER).
Obtuvieron parámetros orbitales y estimación de masa total del sistema Kelu-1: 177 +113
−55 M Jup . La masa es demasiado alta para un sistema de dos enanas marrones: un límite superior para la masa de una enana marrón es de 72 a 75 M Jup, por lo que la masa máxima para un sistema de dos enanas marrones es de aproximadamente 150 M Jup. Además, la presencia de absorción de  Li en el espectro no resuelto de Kelu-1 indica que al menos uno de sus componentes tiene una masa por debajo del límite de combustión del litio, que es 65 M Jup .
Esto puede indicar la presencia del tercer componente en el sistema. Otra posible explicación para una masa demasiado alta puede ser una subestimación de las masas de las enanas marrones, lo que ya es el caso de otros objetos (AB Dor C, GJ 802 b y Epsilon Indi Ba, Bb).
Stumpf y compañía también revelaron una peculiaridad en el espectro de Kelu-1 A, indicando que puede ser un binario no resuelto con tipos espectrales de L0,5 ± 0,5 para Kelu-1 Aa y T7,5 ± 1 para Kelu-1 Ab (que corresponde a una masa de 18,5 M Jup ).

### Rayos X e intento de detección en radio
El sistema Kelu-1 también es una fuente de rayos X, lo cual fue revelado en 2007 por Audard y compañía utilizando el Observatorio de rayos X Chandra. La luminosidad de Kelu-1 en rayos X es L X = 2,9 +1.8
−1.3 · 10 25 ergio · s −1.
Esta fue la primera detección de rayos X de una enana L.
Al mismo tiempo, Audard y compañía intentaron detectar Kelu-1 en la radio utilizando Very Large Array, pero no fue detectado en la radio. 

### Distancia
Actualmente, la estimación de distancia más precisa de Kelu-1 es la paralaje trigonométrico, medida bajo el programa de paralaje de estrellas débiles del USNO y publicada por Dahn y compañía en 2002: 53,6 ± 2,0 mas, correspondiente a una distancia de 18,7 ± 0,7 pc, o 60,9 ± 2,3 años luz.

#### Estimaciones de distancia de Kelu-1
| Fuente                                                                 | Paralaje, más | Distancia, pc  | Distancia, ly  | Referencias |
| ---------------------------------------------------------------------- | ------------- | -------------- | -------------- | ----------- |
| Ruiz y otros (1997) (del movimiento propio)                            |               | ~12            | ~39,1          |             |
| Ruiz y otros (1997) (del movimiento propio)                            |               | ~10            | ~32.6          |             |
| Dahn (1999) (comunicación privada); Ruiz (1999) (comunicación privada) |               | 19 ± 1         | 62,0 ± 3,3     |             |
| Dahn y otros (2002)                                                    | 53.6 ± 2.0    | 18.7 ± 0.7     | 60,9 ± 2,3     |             |
| Dupuy y Liu (2012)                                                     | 49.7 ± 2.4    | 20.1 +1.0 −0.9 | 65,6 +3.3 −3.0 |             |

Las estimaciones de distancia no trigonométricas están marcadas en cursiva. La mejor estimación está marcada en negrita.

### Primeros descubrimientos de las enanas marrones
Aunque Kelu-1 es una de las primeras estrellas enanas L flotantes descubiertas, en realidad no es la primera. Xavier Delfosse y compañía encontraron tres enanas L que flotan libremente utilizando el estudio DENIS (el artículo fue enviado y publicado en el mismo año 1997, pero fue enviado antes que Ruiz y compañía (1997)): 
- DENIS-P J020529.0-115925
- DENIS-P J1058.7-1548
- DENIS-P J1228.2-1547

Y una enana L que flota libremente fue anunciado por Kirkpatrick y compañía usando observaciones del prototipo 2MASS ("MASP") (el artículo fue enviado en 1996 y publicado en 1997):
- 2MASP J0345432+254023